# Екунчетское муниципальное образование
Екунчетское муниципальное образование — упразднённое муниципальное образование со статусом сельского поселения в Тайшетском районе Иркутской области России. В декабре 2017 года упразднено, а входившие в его состав населённый пункт включён в межселенную территорию.
Административный центр — поселок Екунчет.

## Демография
По результатам Всероссийской переписи населения 2010 года 
численность населения муниципального образования составила 47 человек, в том числе 24 мужчины и 23 женщины.

## Населенные пункты
В состав муниципального образования входят населенные пункты:
- Екунчет